# MTV Unplugged (Julieta Venegas)
MTV Unplugged è il primo album dal vivo della cantante messicana Julieta Venegas. Pubblicato il 10 giugno 2008, l'album è stato registrato negli studi di MTV e contiene oltre a numerosi successi della cantante anche quattro inediti come El Presente, scelto anche come singolo di lancio. È stato anche pubblicato un DVD con gli stessi brani, disposti nello stesso ordine del CD.

## Tracce
1. Limón y sal
2. Sería feliz
3. El presente (inedito)
4. Algo esta cambiando
5. Eres para mí (con La Mala Rodríguez)
6. Esta vez
7. Algún día (con Gustavo Santaolalla) (inedito)
8. Mirame bien
9. Lento
10. De mis pasos (con Juan Son)
11. Andar conmigo
12. Ilusión (con Marisa Monte)
13. Como sé (con Jacques Morelenbaum)
14. Mira la vida
15. Me voy

## Formazione
- Julieta Venegas: fisarmonica, pianoforte, chitarra, voce
- Cecilia Bastida: pianoforte, Fender Rhodes, clavinet, glockenspiel, cori
- Natalia Lafourcade: vibrafono, banjo, sega musicale, cavaquinho, glockenspiel, Timple, clavinet, cori
- Mariana Baraj: percussioni (bombo leguero, caxixi, tamburelli, maracas, triangolo, güiro, udu), cori
- Sol Pereyra: tromba, cuatro, cavaquinho, melodica, cori
- Edy Vega: batteria, percussioni
- Ariel Cavalieri: contrabbasso
- Silvano Zetina: chitarra, timple, vihuela, cavaquinho
- Juan Martín Medina: flauto, chitarra, melodica, sassofono, xilofono
- Leandro Guffanti: clarinetto, sassofono, vibrafono
- Alejandro Díaz: tuba
- Mala Rodríguez: voce
- Gustavo Santaolalla: banjo, cori
- Juan Son: voce
- Marisa Monte: voce
- Jacques Morelenbaum: violoncello
- "Cuartetto Latinoamericano":
  - Aron Bitran: violino
  - Saul Bitran: violino
  - Javier Montiel: viola
  - Alvaro Bitran: violoncello

## Classifiche
| Classifica (2008)            | Posizione massima |
| ---------------------------- | ----------------- |
| Messico                      | 1                 |
| Spagna                       | 18                |
| Stati Uniti Top Latin Albums | 9                 |
| Svizzera                     | 39                |